# Wladimir Georgijewitsch Fere
Wladimir Georgijewitsch Fere (russisch Владимир Георгиевич Фере, wiss. Transliteration Vladimir Georgievič Fere; * 7. Maijul. / 20. Mai 1902greg. in Kamyschin, Russisches Kaiserreich; † 2. September 1971 in Moskau, Sowjetunion) war ein russischer Komponist.

## Leben
Er studierte bis zum Abschluss 1929/30 am Moskauer Konservatorium Komposition bei Georgi Catoire, Reinhold Glière und Nikolai Mjaskowski sowie Klavier bei Alexander Goldenweiser. Während dieser Zeit gehörte er 1925 bis 1928 zu den Gründungsmitgliedern der studentischen Komponistengruppe Prokoll, deren Ziel es war, revolutionäre Massenlieder zu schreiben. Nach dem Studium war Fere zunächst beim Rundfunk und beim Verlag Musgis tätig. 1934 wurde er im Dienst der Roten Armee in den Fernen Osten entsandt. Von 1936 bis 1944 wirkte er mit kulturpolitischem Auftrag in der Kirgisischen SSR. Er leitete im damaligen Frunse die Philharmonie und gehörte zu den Pionieren der klassischen kirgisischen Musik. Gemeinsam mit seinem Moskauer Kollegen Wladimir Wlassow, oft auch im Trio mit seinem Schüler Abdylas Maldybajew, schuf Fere zahlreiche Opern, Musikdramen und Ballette, die auf Melodien der lokalen Volksmusik gründeten und diese zu westeuropäischen Genres verarbeiteten; so entstanden im Kollektiv u. a. „Liedopern“ wie Ajčurek – die Mondschönheit (1939), ein Werk, das als erste kirgisische Oper gilt. Das Trio Fere-Wlassow-Maldybajew verfasste außerdem die Musik zur Hymne der Kirgisischen SSR. 1945 ging Fere zurück und lehrte fortan am Moskauer Konservatorium, ab 1962 als Professor. Zu seinen Schülern zählten neben Maldybajew Komponisten wie Alexander Wustin, Dmitri Smirnow, Mukan Tulebajew, Mukasch Abdrajew, Sagir Ismagilow, Sijodullo Schahidij und Scharofiddin Saifiddinow.

## Auszeichnungen
- Verdienter Kunstschaffender der Kirgisischen SSR 1939[5]
- Volkskünstler der Kirgisischen SSR 1944
- Verdienter Kunstschaffender der Baschkirischen ASSR 1955
- Verdienter Kunstschaffender der Tadschikischen SSR 1957
- Verdienter Kunstschaffender der RSFSR 1963

## Werke

### Opern
- Лунная красавица – Die Mondschönheit (Айчурек, 1939) (mit Wlassow und Maldybajew)
- Патриоты – Patrioten (1941) (mit Wlassow und Maldybajew)
- За счастье народа – Für das Glück des Volkes (1941; rev. als Сын народа, 1947) (mit Wlassow)
- Манас (1947; rev. 1966) (mit Wlassow und Maldybajew)
- На берегах Иссык-Куля – An den Ufern des Issyk-Kul (1951) (mit Wlassow und Maldybajew)
- Токтогул (1958) (mit Wlassow und Maldybajew)
- Ведьма – Die Hexe (nach Tschechow, 1961 Telefilm; 1966) (mit Wlassow)
- За час до рассвета – Eine Stunde vor Tagesanbruch (1967) (mit Wlassow)
- Белые крылья – Weiße Flügel (vollendet von Wlassow, 1979)

### Ballette
- Анар (1940, rev. 1951) (mit Wlassow)
- Селькинчек (Качели, 1943) (mit Wlassow)
- Весна в Ала-Тоо (1955) (mit Wlassow)

### Musikdramen
- Алтын кыз (Золотая девушка – Das goldene Mädchen, 1937) (mit Wlassow)
- Аджал ордуна (Не смерть, а жизнь – Nicht den Tod, sondern das Leben, 1938) (mit Wlassow und Maldybajew)

### Oratorien
- Сказание о счастье (1949) (mit Wlassow und Maldybajew)
- Свадьба в киргизском колхозе (1949) (mit Wlassow)
- Свадьба в колхозе (1970) (mit Wlassow und Maldybajew)

### Kantaten
- Торжественная юбилейная (1946) (mit Wlassow und Maldybajew)
- В родном колхозе (1950) (mit Wlassow)
- Пой, народ, о Ленине (1964) (mit Wlassow und Maldybajew)

### Orchestermusik
- Край любимый, Suite für Orchester (1928)
- Sinfonietta (1929)
- Sinfonie Kirgistan (1947)
- Sinfonie Vietnam (1969)

### Kammermusik
- Sonate für Violine und Klavier (1925)
- Streichquartett (1946)

### Klavier
- Suite Пережитое (1926)
- Sonate (1928)
- Сонатина alla barbara (1928)

### Chöre
- Полководец Фрунзе für Chor (1940)
- Песня о генерале Панфилове für Chor (1941) (mit Wlassow)

### Gesang und Orchester
- Romanzen nach Worten von Sergei Jessenin (1927)
- Встреча с юностью (1960)

### Lieder
- Zwölf Fernöstliche Lieder für die Rote Armee nach Worten von Sergei Ostrowoi (1935)
- Всё для фронта, Lied (1942)
- Письмо тракториста, Lied (1943) (mit Wlassow)
- музыка Государственного гимна Киргизской ССР (1946) (mit Wlassow und Maldybajew)